# Leisure Suit Larry 6: Shape Up or Slip Out!
Leisure Suit Larry 6: Shape Up or Slip Out! è un'avventura grafica sviluppata nel 1993 dalla Sierra On-Line e fa parte della serie Leisure Suit Larry. Il videogioco fu sviluppato per i sistemi Microsoft Windows e MS-DOS.
Questo fu il primo capitolo della serie ad avere dialoghi recitati da attori (nella versione CD) e molti contenuti video e audio. Il videogioco inoltre ritornò alla precedente filosofia Sierra che uccideva il personaggio del giocatore in caso di azioni scorrette. Tuttavia la morte avveniva sempre in modo comico e poi appariva un pulsante per poter riprendere la partita. Questo fu il primo videogioco a essere messo in commercio anche su CD-ROM: la versione su CD-ROM venne immessa nel 1994 e oltre a comprendere i dialoghi era dotata di una grafica migliore a risoluzione maggiore e di più intermezzi animati.

## Trama
All'inizio del videogioco Larry non ha idea di cosa sia successo a Patti. Lui vince un soggiorno in un albergo di lusso chiamato La Costa Lotta. L'albergo gli fornisce la camera peggiore e il servizio più scadente. Lui ha un obiettivo semplice, copulare con otto donne. Nel corso dell'avventura per una serie di motivi non riesce mai a concludere con le ragazze ma ogni donna gli regala un oggetto che gli sarà utile per far breccia nel cuore di Shamara Payne, una seguace della filosofia New Age che nel gioco rappresenta il vero amore e l'obiettivo finale di Larry.

## Sviluppo

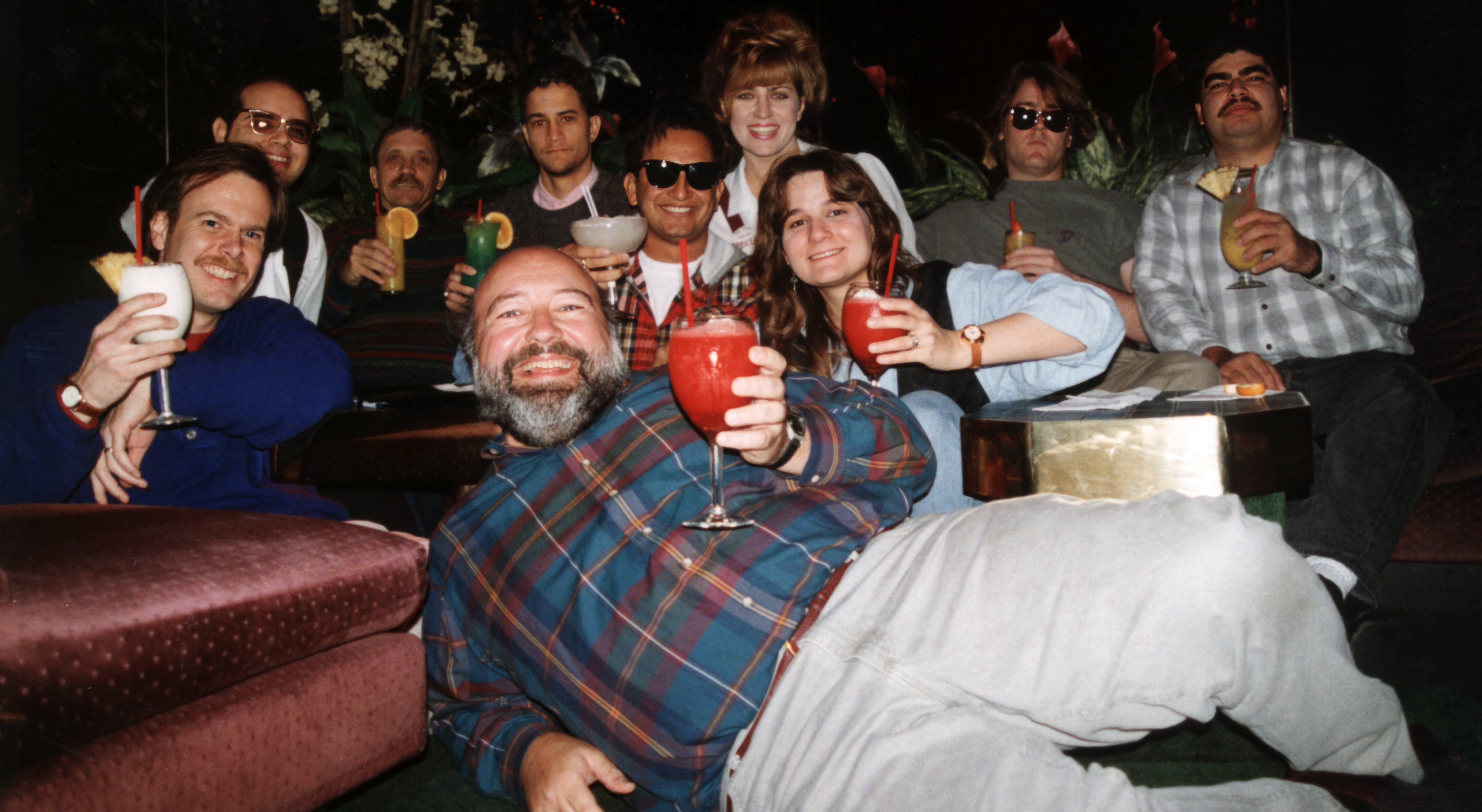
La squadra di sviluppo, con Al Lowe in primo piano